# Транслитерация на български имена с латиница (1956)
Транслитерацията на български имена с латиница дълго време не е била стандартизирана, поради което на практика възникват и се налагат различни начини за предаване на българските собствени имена на чужди езици с латиница. Обикновено това става според графичните и звуковите особености на съответния език. Най-много различия и непоследователности се наблюдават при предаването на съгласните с, з, ц, ш, ж, ч, а също и на буквите й, х, ъ, ь, ю, я и др. Например името Рачев може да се срещне написано с латиница като: Racev, Rachev, Ratchev, Ratschev, Raceff, Racheff, Ratcheff, Ratschew, Ratscheff и т.н.
При предаване на български имена с латиница в географски карти, пътеводители, документи и др., са използвани предимно системи за транслитерация, отговарящи на основните западноевропейски езици: английски, немски, френски и италиански. Специално в географски карти са използвани и букви с диакритични знаци за ш, ж, ч (š, ž, č).
С цел да се избегнат затрудненията при транслитерацията на българските имена с латиница, през 1956 Върховният комитет по стандартизация утвърждава система за латинска транслитерация на българското писмо, включена и в официалния правописен речник на българския език.
Преди утвърждаване на този проект се провежда обсъждане, при което особено внимание се отделя на въпроса, дали предаването на българските думи с латиница да се основава на принципа на транслитерацията или на транскрипцията, т.е. дали да се възпроизвежда фонетичния изговор на българските имена (Petrof, Žifkof, Plovdif). Освен това специално се дискутира и по въпроса коя практика да бъде възприета: практиката в славянските латински писмености (чешка, словашка, хърватска, словенска и др.) или практиката в романските или германските езици.
Бива прието решение, че предаването на българските думи с латиница трябва да се основава на принципите на транслитерацията, като всяка латинска буква, съответстваща на определена българска буква, се употребява само с една стойност. Освен това е решено системата за транслитерация на българското писмо с латиница да се основава на съществуващата практика в славянско-латинската писменост, а преди всичко хърватската и чешката: й = j, ц = c, з = z, ж = ž и т.н. За целите на телеграфо-пощенските съобщения обаче се допуска алтернативен вариант на транслитерацията без диакритични знаци, при който ъ = a, ж = zh, ш = sh и ч = ch.
Системата за транслитерация, утвърдена през 1956 г. от Върховния комитет по стандартизация, има следния вид:
| а | = | a      |  | и | = | i |  | р | = | r      |  | ш  | = | š (sh)   |
| б | = | b      |  | й | = | j |  | с | = | s      |  | щ  | = | št (sht) |
| в | = | v      |  | к | = | k |  | т | = | t      |  | ъ  | = | â (а)    |
| г | = | g      |  | л | = | l |  | у | = | u      |  | ь  | = | j        |
| д | = | d      |  | м | = | m |  | ф | = | f      |  | ю  | = | ju       |
| е | = | e      |  | н | = | n |  | х | = | h      |  | я  | = | ja       |
| ж | = | ž (zh) |  | о | = | o |  | ц | = | c      |  | дз | = | dz       |
| з | = | z      |  | п | = | p |  | ч | = | č (ch) |  | дж | = | dž (dzh) |

Азбучният ред на латиницата, използвана в тази система е: a, â, b, c, č, d, e, f, g, h, i, j, k, l, m, n, o, p, r, s, š, t, u, v, z, ž.
Тази система бива обявена за задължителна. На практика обаче тя не се спазва, включително и от държавните институции, например в задграничните паспорти до 2000 г. се използва транслитерация, основаваща се на френската графична система, а след това системата за транслитерация на имената в задграничните документи се основава на английската графична система и не различава буква за ъ, което прави възможно смесване на имена, напр. Valev може да бъде равно на Валев и Вълев.